# Gerard Wesseling

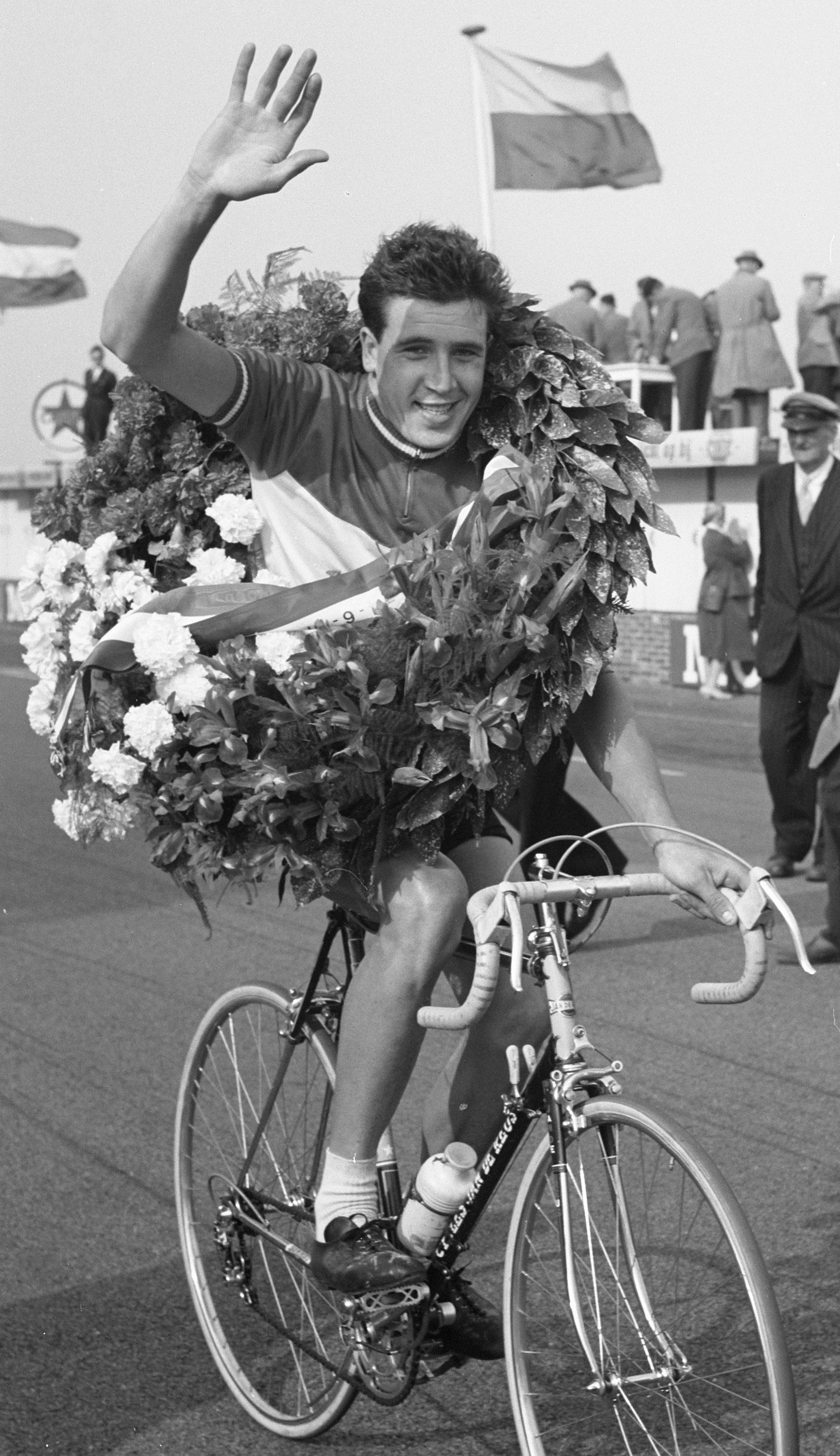
Gerard Wesseling 1961

Gerard „Gerrit“ Wesseling (* 10. August 1939 in Halfweg) ist ein ehemaliger niederländischer Radrennfahrer.

## Sportliche Laufbahn
Wesseling war Straßenradsportler. 1960 siegte er in der Olympia’s Tour vor Nico Walravens. In der Ronde van Midden-Nederland wurde er beim Sieg von Jan Janssen Dritter. 1960, 1961 und 1962 gewann er einen Tagesabschnitt in der Olympia’s Tour. In der Tunesien-Rundfahrt 1961 holte er zwei Etappensiege. 1962 gewann er eine Etappe der Flandern-Rundfahrt für Unabhängige.
1962 wurde er Unabhängiger und später Berufsfahrer im Radsportteam Pelforth-Sauvage-Lejeune und blieb bis 1965 als Radprofi aktiv. In der Internationalen Friedensfahrt 1962 schied er aus.